# Reg-e Khan Neshin
Reg-e Khan Neshin, eller endast Reg, är ett distrikt i Afghanistan. Det ligger i provinsen Helmand, i den sydvästra delen av landet, 700 kilometer sydväst om huvudstaden Kabul. Administrativ huvudort är Khan Neshin.
Distriktet beräknades år 2022 ha cirka 27 000 invånare.